# Contessina de Bardi
Pour les articles homonymes, voir Bardi (homonymie).
Contessina de Bardi (en italien, Contessina de' Bardi), aussi appelée Contessine en français, née vers 1390 à Florence et morte à Florence en octobre 1473. Elle est la fille d’Alessandro de' Bardi ou, selon d’autres sources, de Giovanni et de Emilia Pannocchieschi de la branche des comtes de Vernio de la famille Bardi. En 1414, elle épouse Cosme de Médicis.

## Biographie
La famille de Contessina de Bardi avait été un temps très riche, mais avec la banqueroute de leur banque vers le milieu du XIVe siècle, son importance s’était considérablement réduite. Les membres de la famille avaient cependant réussi à maintenir leur condition aisée en faisant des acquisitions, principalement sous forme de terrains, de châteaux et de place fortes, situées en des endroits stratégiques au nord de la république de Florence, comme le col de Vernio. Ils jouissaient d'une certaine renommée comme suzerains et hommes d'armes de profession. Les Médicis eurent ainsi, en certaines occasions, un bras armé au service de leur stratégie d’hégémonie politique.
Contessina de' Bardi eut deux fils : Piero il Gottoso et Giovanni. Elle ferma les yeux sur les frasques de Cosme qui eut un fils illégitime, Charles de Médicis. Celui-ci fut élevé dans le palais familial avec ses deux autres fils. Elle survécut neuf ans à son mari, mort en 1464, et resta une référence pour les petits-enfants, si bien que Laurent le Magnifique appela sa fille cadette Contessina de Médicis en son honneur.
Il ne reste d’elle que quatre lettres écrites à ses parents Bardi.

## Filmographie
La série Les Médicis : Maîtres de Florence parle de Contessina de Bardi, son personnage est joué par Annabel Scholey).